# Æthelfrith
Æthelfrith († asi roku 616) byl králem Bernicie asi od roku 593 až do své smrti. Kolem roku 604 se stal prvním bernicijským králem, který vládl také sousednímu království Deira, což mu zajistilo významné místo ve vývoji pozdějšího království Northumbrie. Zvláště se vyznamenal svými úspěchy v boji proti Britonům a svým vítězstvím nad Gaely z království Dál Riata. Ačkoli byl poražen a zabit v bitvě a nahrazen dynastickým soupeřem, jeho potomci se nakonec vrátili k moci ve 30. letech 7. století.

## Historický kontext

Hlavní anglosaská království v 7. století.

Æthelfrith, syn Æthelrikův a vnuk Idův, zřejmě kolem roku 592 nebo 593 vystřídal Hussu coby krále Bernicijských. Æthelfrithův nástup na trůn měl zřejmě za následek dynastické soupeření a exil Hussových příbuzných. Rodokmeny připojené k některým rukopisům historického díla Historia Brittonum říkají, že král Æthelfrith vládl dvanáct let v Bernicii a dalších dvanáct let v Deiře, což lze chápat tak, že v Bernicii samotné vládl přibližně od 592 do 604, kdy nastoupil rovněž na deirský trůn. Jeho předchůdci jsou téměř neznámí. Král Æthelfrith je prvním bernicijským vládcem, o němž jsou známy vůbec nějaké významné podrobnosti. Anglický historik Frank Stenton (1880–1967) napsal, že „kontinuální historie Northumbrie a vlastně Anglie začíná Æthelfrithovým panováním“ a že „je skutečným zakladatelem historického northumbrijského království a je připomínán jako první velký vůdce, který vyvstal mezi severními Angly“.

## Výboje
Benediktinský mnich Beda Ctihodný vypráví o Æthelfrithových velikých úspěších nad Britony a zároveň si všímá jeho pohanství: (země) „Britonů poplenil více než všichni velcí Angličané do té míry, že mohl být srovnáván se Saulem, kdysi králem izraelským, až na to, že byl neznalý pravého náboženství. Protože na Britonech dobyl více území než kterýkoli jiný král nebo tribun, buď že je přinutil platit tribut nebo vyhnal obyvatele zcela a usadil Angličany na jejich místa.“ Byl to zřejmě král Æthelfrith, kdo zničil britonskou armádu v bitvě u Catraethu (asi současný Catterick, kolem roku 600). Bitva je popsána v rané básni Y Gododdin. Britoni mu říkali Flesaur neboli „twister“. Za krále Æthelfritha se hranice Bernicie výrazně posunuly od pobřeží do vnitrozemí a pronikly hlouběji na britonské území.
Áedán mac Gabráin, irský král království Dál Riata na severozápad od Bernicie, byl Æthelfrithovými úspěchy znepokojen a v roce 603 proti němu vedl „ohromnou a mocnou armádu“. Ačkoli Æthelfrith velel slabším vojenským silám, dosáhl podle Bedy Ctihodného drtivého vítězství na místě zvaném Degsastan. Většina Áedánovy armády byla pobita a Áedán sám uprchl. Beda Ctihodný říká, že Æthelfrithovo vítězství bylo tak velké, že irští králové v Británii už proti Angličanům znovu neválčili, a to až do Bedova období. Zdá se však, že si bitva vyžádala vysokou cenou i pro Æthelfritha. Beda Ctihodný říká, že Æthelfrithův bratr Theodbald byl zabit „téměř se všemi bojovníky, kterým velel“. Vystoupení Heringa, syna Hussova a Æthelfrithova předchůdce, na straně útočníků naznačuje dynastickou rivalitu mezi Bernicijskými. Král Æthelfrith potom patrně dosáhl s Iry z království Dál Riata smíru, soudě podle skutečnosti, že Æthelfrithova následná známá vojenská tažení se uskutečňovala v jiných částech Británie. Skutečnost, že Æthelfrithovi synové se po Æthelfrithově smrti v bitvě mohli později uchýlit k Irům do království Dál Riata, může být významná.
Král Æthelfrith získal kontrolu nad Deirou kolem roku 604. Okolnosti jeho převzetí moci v Deiře neznáme. Exil Edwina, syna bývalého deirského krále Ælly, a Edwinova synovce Hererika, kteří byli oba významnými členy deirské královské linie, ale naznačuje, že král Æthelfrith získal Deiru dobytím. Krátká pětiletá vláda krále Æthelrika, který vládl bezprostředně před Æthelfrithovým převzetím Deiry, může také nasvědčovat násilnému podrobení. Na druhou stranu se současný anglický historik David Peter Kirby (* 1936) domnívá, že Æthelfrithova vláda nad oběma královstvími mohla představovat „formalizaci existujícího vztahu“ spolupráce mezi nimi. D. P. Kirby rovněž poukázal na to, že Edwin nemusel nutně do exilu odejít okamžitě, a považoval za pravděpodobné, že Æthelfrithovo nepřátelství vůči němu se „projevovalo teprve postupně“. Zdá se, že Edwin, který očividně hledal bezpečí před Æthelfrithem, během svého období exilu cestoval mezi mnoha různými královstvími. Během svého vyhnanství možná strávil nějaký čas v britonském království Gwynedd a je zřejmé, že určitou dobu pobýval v Mercii, protože se oženil s dcerou mercijského krále Cearla. Nakonec se uchýlil do království Východní Anglie, kde jeho přítomnost urychlila události, které způsobily Æthelfrithův pád.
Rovněž kolem roku 604 se narodil Æthelfrithův syn Oswald. Oswaldovou matkou byla deirská princezna Acha, dcera krále Ælly, a tedy Edwinova sestra. Ačkoliv Beda Ctihodný výslovně neříká, že si Æthelfrith Achu vzal, předpokládá se, že tak učinil. Mohl se s ní oženit před převzetím moci v Deiře, v takovém případě manželství mohlo převzetí Deiry usnadnit, anebo se mohl s ní oženit později, aby si v Deiře své postavení upevnil.
Latinsky psaná historie keltských obyvatel Británie Historia Brittonum uvádí, že Æthelfrith dal město Din Guaire své manželce Bebbě, po níž bylo pojmenováno Bamburgh. Také Beda Ctihodný říká, že Bamburgh byl pojmenován po bývalé královně jménem Bebba, ale Æthelfritha nezmiňuje. Předpokládá se, že Bebba „byla pravděpodobně Æthelfrithovou první a nejdůležitější ženou“.
V pozdějším období své vlády, pravděpodobně v letech 613 až 616, zaútočil král Æthelfrith na království Powys a porazil jeho armádu v bitvě u Chesteru, při níž byl zabit powyský král Selyf Sarffgadau spolu s dalším králem jménem Cetula, kterým byl pravděpodobně král Cadwal Crysban z menšího království Rhôs. Zmasakroval také mnichy z kláštera v Bangor-Is-Coed, kteří se shromáždili, aby pomohli Britonům prostřednictvím svých modliteb. Beda Ctihodný říká, že se král Æthelfrith rozhodl na mnichy zaútočit, protože, i když nebyli ozbrojení, stavěli se proti němu prostřednictvím svých modliteb. Mrtvých mnichů bylo údajně asi 1200, pouze padesát uniklo.  Předpokládá se, že král Æthelfrith zaútočil na neozbrojené mnichy z taktických důvodů, aby Britony překvapil a přinutil je změnit jejich plány, aby mnichy ochránili. Po pobití mnichů zvítězil král Æthelfrith nad nepřátelskou armádou, ačkoli Beda Ctihodný poznamenává, že Æthelfrithovy vlastní síly utrpěly značné ztráty. Æthelfrithovo vítězství u Chesteru bylo považováno za strategicky velmi důležité, protože mělo vyústit v oddělení Britonů obývajících Wales od Britonů ze Severu. Nicméně Frank Stenton poznamenal, že Beda Ctihodný byl hlavně zaujatý masakrem mnichů a nikde nenaznačuje, že by bitvu považoval za historický „zlom“. Současný americký historik John T. Koch říká, že starší názor, že bitva odřízla dvě britonské oblasti od sebe, je nyní „obecně chápán“ jako zastaralý, protože král Æthelfrith zemřel krátce poté a neexistují „téměř žádné archeologické důkazy o anglosaském osídlení během pohanského období v hrabství Cheshire nebo Lancashire“. V každém případě bylo tehdejším hlavním komunikačním prostředkem moře.

## Rivalové
Deirský exulant Hereric byl otráven, když pobýval u dvora posledního elmetského krále Ceretika. Za Hererikovu smrt byl zřejmě odpovědný král Æthelfrith.
Jiný deirský princ Edwin skončil ve Východní Anglii pod ochranou jejího krále Rædwalda. Æthelfrith vyslal posly podplatit Rædwalda „velkou částkou peněz“, aby ho přesvědčil, aby Edwina zabil. Beda Ctihodný uvádí, že Æthelfrithovo první poselství nemělo úspěch, ale král Æthelfrith vyslal poslů více a vyhrožoval válkou, pokud by král Rædwald nevyhověl. Král Rædwald nakonec souhlasil, že Edwina zabije nebo ho předá Æthelfrithovým poslům. Od toho ho ale údajně odradila jeho žena, která řekla, že taková věc není hodná jeho cti.
Místo toho král Rædwald shromáždil vojsko a vytáhl proti králi Æthelfrithovi. Kolem roku 616 byl Æthelfrith poražen a zabit na východním břehu řeky Idle armádou pod Rædwaldovým vedením. Beda Ctihodný říká, že král Æthelfrith měl slabší a horší armádu, protože král Rædwald mu nedal čas, aby shromáždil všechny své síly. Tato válka, kterou Beda Ctihodný jednoduše prezentoval jako konflikt ohledně prince Edwina, však ve skutečnosti zřejmě představovala mocenský spor mezi těmito dvěma vládci v souvislosti s územní expanzí. Po Æthelfrithově smrti se Edwin stal králem nejenom Deiry, ale také Bernicie. Æthelfrithovi synové Eanfrith, Oswald a Oswiu uprchli na sever. Proto byla Æthelfrithova smrt v bitvě považována za příčinu „téměř úplné revoluce v politice soudobé severní Anglie“. Poté, co byl král Edwin v roce 633 zabit v bitvě na Hatfield Chase, získal dočasně moc v Bernicii Eanfrith, a následně Oswald obnovil v Bernicii i Deiře Æthelfrithovu bernicijskou dynastickou linii. Od tohoto okamžiku pokračovali Æthelfrithovi potomci v nadvládě nad oběma královstvími až do první části 8. století.

## Rodina
Æthelfrith byl podle souboru anglosaských královských rodokmenů z 9. století, pochybné historicity, souborně nazývaných Anglosaské královské genealogie, synem krále Æthelrika a vnukem krále Idy.
Æthelfrith se oženil deirskou princeznou Achou, dcerou deirského krále Ælly. Měli osm dětí:
- Eanfrith (590–634)
- Oswald (asi 604 – 5. srpna 642)
- Oswiu (asi 612 – 15. února 670)
- Oswudu
- Oslac
- Oslaf
- Offa
- Æbba (asi 615–683), abatyše v klášterech, které založila, nejprve v Ebchesteru, potom v Coldinghamu